# Adenanthos ×pamela
Espèce
Adenanthos x pamela est un hybride naturel issu du croisement d’Adenanthos detmoldii et d’Adenanthos obovatus. L’arbuste buissonnant est un intermédiaire entre ses deux parents quant aux habitudes, à la forme des feuilles et à la couleur des fleurs. On ne trouve cette espèce que sur les bords de routes dans la région de la Scott River en Australie-Occidentale où les espèces de même origine poussent également. L’espèce est fertile malgré son origine hybride.
Cet hybride a été reconnu pour la première fois en 1979 cependant il faut attendre 1986 pour qu’une description officielle soit publiée. Adenanthos x pamela est considéré comme étant un arbuste attrayant et est doté d’un fort potentiel horticole. 

## Description
D’un point de vue morphologique, Adenanthos × pamela est un intermédiaire entre deux espèces de même origine. L’arbuste buissonnant peut atteindre 1,50 m soit environ deux fois la taille de l’arbuste A. obovata au feuillage dense ; il est toutefois plus petit que l’arbuste A. detmoldii, grand et élancé. La forme des feuilles est aussi un intermédiaire entre les feuilles courtes et obovales d’A. obovata et celles longues et lancéolées d’A. detmoldii. Les fleurs sont orange ou rouge flamboyant, un autre compromis entre le jaune-orange d'A. detmoldii et le rouge écarlate d’A. obovata. À l’instar d’A. obovata, Adenanthos ×pamela possède un lignotuber,.

## Systématique
Des six hybrides putatifs d’Adenanthos reconnus à cette date, Adenanthos × pamela est le seul à s’être reproduit plus d’une ou deux fois. Plus de vingt arbustes ont été repérés. En outre, l’espèce est fertile : la fertilité des grains de pollen est inférieure à 50% mais les fleurs portaient de nombreuses graines lorsqu’elles furent examinées en décembre 1984. Il pourrait donc être envisageable d’établir un essaim hybride. 
L’existence de cet hybride a été découverte pour la première fois en 1979 par Greg Keighery. Il n’a cependant pas publié de nomenclature binomiale. À la suite de la découverte d’un aussi grand nombre d’arbustes Adenanthos × pamela et de leur potentiel horticole reconnu, Ernest Charles Nelson a décrit et nommé officiellement l’espèce en 1986. Nelson a choisi le qualificatif pamela en l’honneur de son amie Pamela Sanderson, une botaniste amatrice et membre active de l’Albany Wildflower Society et en compagnie de laquelle il visita la région afin d’y collecter des spécimens en 1984.
En tant qu’hybride issu de deux membres de la section Andenanthos Eurylaema, l’A. x pamela est lui-même placé dans cette section. Aucune tentative n’a été faite pour décrire ses liens de parenté dans les rangs taxinomiques cités dans la classification taxinomique d’Adenanthos de Nelson en 1995. L’espèce fut simplement placée à la fin de la section. Son rang dans la classification peut être représenté comme suit : 
Adenanthos
A. sect. Eurylaema
A. detmoldii
A. barbiger
A. obovatus
A. ×pamela
A. sect. Adenanthos (29 espèces, 8 sous-espèces)

## Répartition et habitat
On ne trouve Adenanthos × pamela que dans la région de la Scott River en Australie où les espèces de même origine poussent également. Il ne pousse qu’en présence de ses deux parents. On ne connaît qu’une vingtaine d’arbustes poussant au bord des routes et en particulier au bord de la Governor Broome Road, à l’est du parc national Scott.

## Culture
Nelson décrit Adenanthos × pamela comme un arbuste attrayant qui aurait toutes ses chances de devenir un jour une plante de jardin. Le Kings Park, situé en Australie occidentale, a réussi  à cultiver l’espèce grâce à des boutures provenant des plantes indigènes.